# Poesia allegorico didattica toscana
La poesia allegorico didattica in Toscana esprime la volontà del ceto borghese dirigente di distaccarsi dal popolo minuto assumendo caratteristiche dalla aristocrazia.
A differenza della poesia didattica del nord che aveva forme semplici e popolaresche, quella didattica in Toscana era colta e piena di dottrina.
I principali autori di questo movimento sono Brunetto Latini, (che scrisse le opere enciclopediche Tresors e Il Tesoretto e Il Favolello, la lettera sull'amicizia a Rustico di Filippo), Cecco d'Ascoli e Fazio degli Uberti (autore del Dittamondo, narrazione di un viaggio fantastico compiuto dall'autore per l'incitamento della virtù).